# Одиниця Добсона

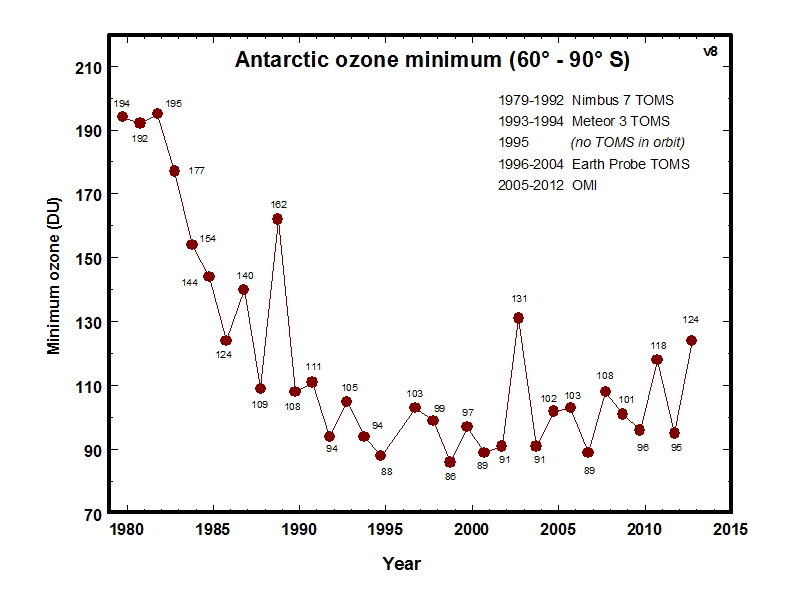
Зміна озонового шару біля південного полюсу в одиницях добсона впродовж 30 років.

Одини́ця До́бсона — одиниця вимірювання загального вмісту розрідженого газу вздовж вертикального перерізу усієї товщі земної атмосфери. За означенням один добсон відповідає стовпчику шару газу товщиною 10 мікрон за нормальної температури й тиску. Це відповідає 2,69×1016 молекулам газу на квадратний сантиметр поверхні землі, або 0,447 мілімолям на квадратний метр. Вперше одиниця була введена і наразі використовується переважно для вимірювання вмісту озону в земній атмосфері. 
Одиницю Добсона названо на честь Ґордона Добсона, який 1920 року сконструював перші прилади для вимірювання рівня озону. Тепер ці прилади називають Добсонівськіми озонними спектрометрами.

## Озон
Стовпчик величиною 300 одиниць добсона є типовим для вмісту озону в земній атмосфері. За кількістю речовини такий стовпчик відповідає стовпчику чистого шару озону товщиною 3 мм за нормальних умов. За визначенням озоновою дірою вважається стовпчик 220 одиниць Добсона та меньше.

## Діоксид сірки
Окрім цього одиниці добсона часто використовують для опису загальної кількості діоксиду сірки в товщі атмосфери. Діоксид сірки міститься в земній атмосфері в малих кількостях як результат спалювання викопних палив, лісних пожеж та деяких природніх біологічних процесів. Окрім цього виверження вулканів можуть супроводжуватися викидами великої кількості діоксиду сірки.